# Rasm Eljern
Rasm Eljern (tiếng Ả Rập: رسم الجرن) là một ngôi làng Syria nằm ở phó huyện Tell Salhab ở huyện Al-Suqaylabiyah, Hama. Theo Cục Thống kê Trung ương Syria (CBS), Rasm Eljern có dân số 314 trong cuộc điều tra dân số năm 2004.